# P. T. Barnum
P. T. Barnum, punim imenom Phineas Taylor Barnum (Bethel, 5. srpnja 1810. – Bridgeport, 7. travnja 1891.) bio je američki zabavljač, političar i poduzetnik zapamćen po bizarnim muzejima i osnivanju putujućega cirkusa „Barnum & Bailey” zajedno s Jamesom Anthonyjem Baileyem. Cirkus je djelovao od 1871. do 2017. te ponovno od 2023., ali bez cirkuskih životinja. Bio je i glumac, izdavač i filantrop, iako je za sebe rekao: „Po zanimanju sam zabavljač ... i sva ta pozlata neće učiniti ništa drugo od mene”. Općenito je prihvaćeno da je formulirao izreku „Svake minute se rodi jedna naivčina”, iako se ne mogu pronaći dokazi da je to stvarno rekao.
Barnum je postao vlasnik male tvrtke u svojim ranim dvadesetima i osnovao je tjedne novine prije nego što se preselio u New York 1834. Posvetio se karijeri u zabavnoj industriji, prvo s varijetetskom trupom pod nazivom „Barnumovo veliko znanstveno i glazbeno kazalište” (eng. Barnum's Great Science and Musical Theatre), a ubrzo nakon toga kupio je „Scudderov američki muzej”, koji je poslije preimenovao po sebi u „Barnumov američki muzej”. „Muzej” je nudio i neobične i poučne atrakcije i predstave. U muzeju je pokazivao i bizarne ljude s deformacijama poput patuljastog generala Toma Thumba te nestvarna bića, koje je predstavljao kao stvarna poput fidžijske sirene.
1850. promovirao je američku turneju tada vrlo popularne švedske operne pjevačice Jenny Lind, plaćajući joj tada 1000 dolara po nastupu tijekom 150 dana. Pogodili su ga ekonomski preokreti 1850-ih zbog loših ulaganja, kao i godine parnica i javnog ponižavanja. Držao je javna plaćena predavanja protiv pijanstva kako bi se izvukao iz dugova. Njegov je muzej proširen s prvim američkim akvarijem i odjelom voštanih figura.
Barnum je obnašao dva politička mandata u zakonodavnom tijelu države Connecticut 1865. kao republikanski predstavnik grada Fairfielda. Pred zakonodavnim tijelom govorio je o ratifikaciji trinaestog amandmana na Ustav Sjedinjenih Američkih Država, koji je ukinuo ropstvo i prisilno ropstvo: „Ljudsku dušu, koju je Bog stvorio i za koju je Krist umro, ne smije se tretirati s nepoštovanjem. Može se nastaniti u tijelu Kineza, Turčina, Arapa ili divljaka - ali je još uvijek besmrtan duh.” Izabran je za gradonačelnika Bridgeporta u Connecticutu 1875., gdje je radio na poboljšanju vodoopskrbe, uvođenju plinske rasvjete i provođenju zakona protiv alkoholnih pića i prostitucije. Također je bio ključan u pokretanju bolnice Bridgeport 1878. godine i njezin prvi predsjednik. Unatoč tome, cirkuski posao bio je izvor većine njegove trajne slave. Osnovao je „F.T. Barnum veliki putujući muzej, menažeriju, karavanu i hipodrom” - putujući cirkus, zvjerinjak s cirkuskim životinjama i muzej s neobičnim ljudima.
Barnum je bio u braku s Charity Hallett od 1829. do njezine smrti 1873. i imali su četvero djece. 1874., nekoliko mjeseci nakon ženine smrti, oženio je Nancy Fish, kći svog prijatelja koja je bila 40 godina mlađa od njega. Bili su u braku do 1891. kada je Barnum umro od moždanog udara u svojem domu. Pokopan je na groblju Mountain Grove u Bridgeportu, koje je sam dizajnirao.
O njegovom životu snimljen je hollywoodski film „Najveći showman” iz 2017. godine.